# Magyarország hüllőfajainak listája
A világon élő mintegy 7900 hüllő állatfaj közül Magyarország mai területén 16 faj fordul elő a szabad természetben. Az alábbi lista azt a 15, Magyarországon őshonos hüllőfajt tartalmazza, amelyekkel vadon találkozhatunk. A hobbiállatok (óriáskígyók, leguánok, gekkók, varánuszok stb.) nem szerepelnek benne. Közülük egyedül a vörösfülű ékszerteknősökkel (Trachemys scripta elegans) találkozhatunk nagy számban a természetben, ugyanis szabadon engedett példányai több helyen életképes populációkat alkotnak.
Magyarországon minden kétéltű- és hüllőfaj védett!

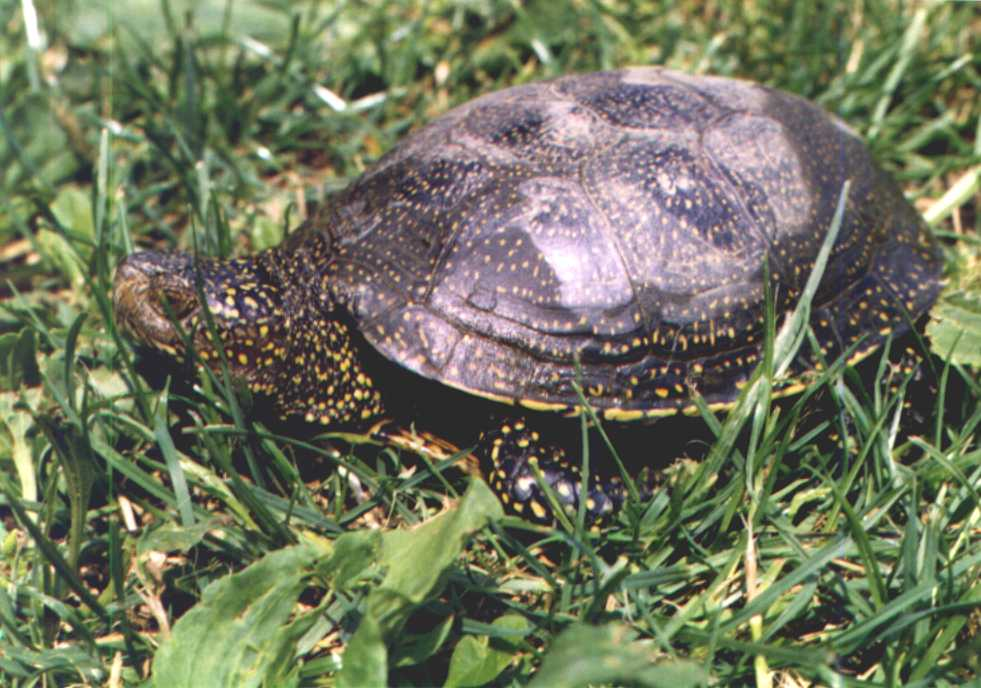
Mocsári teknős

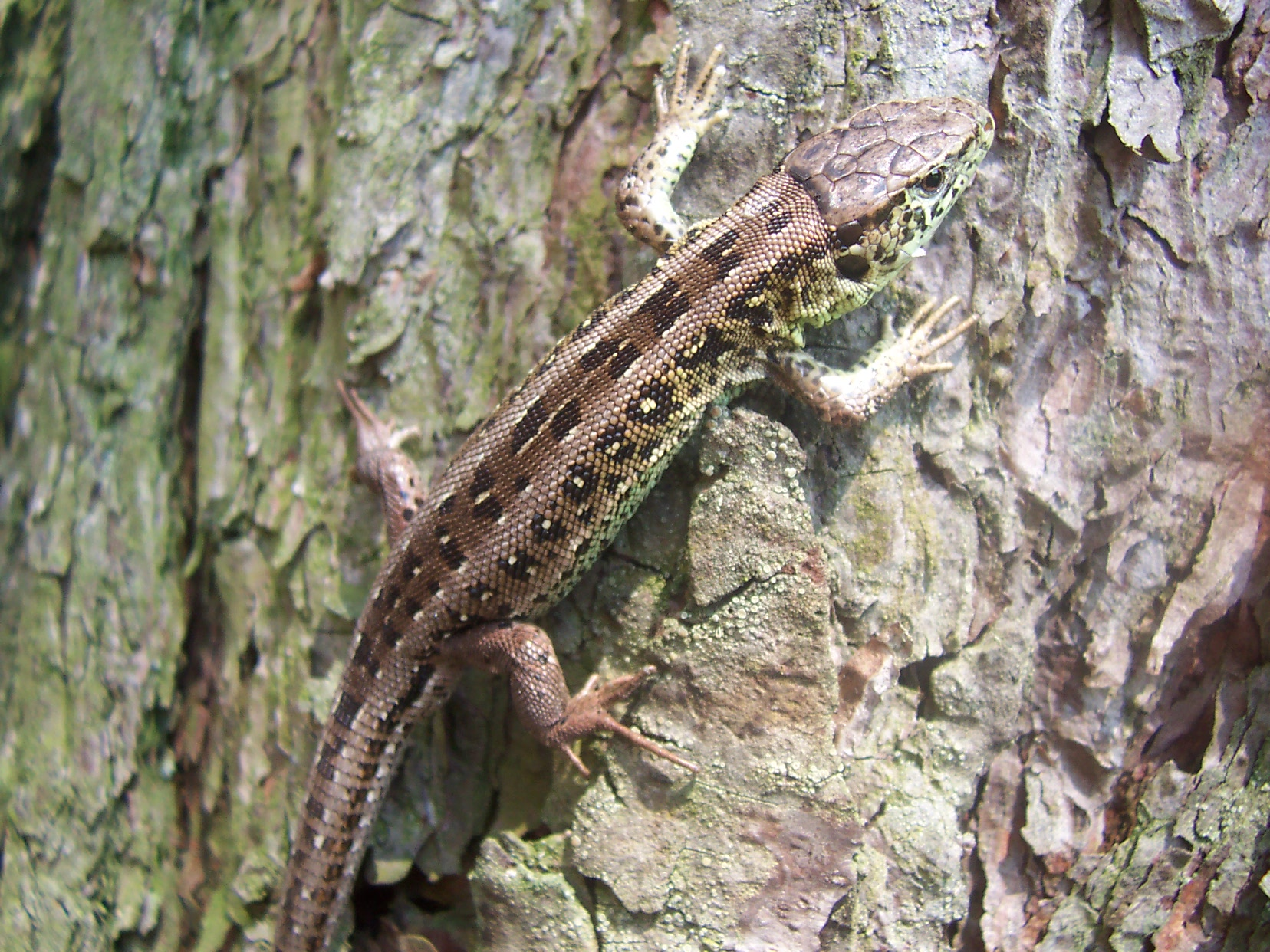
Fürge gyík

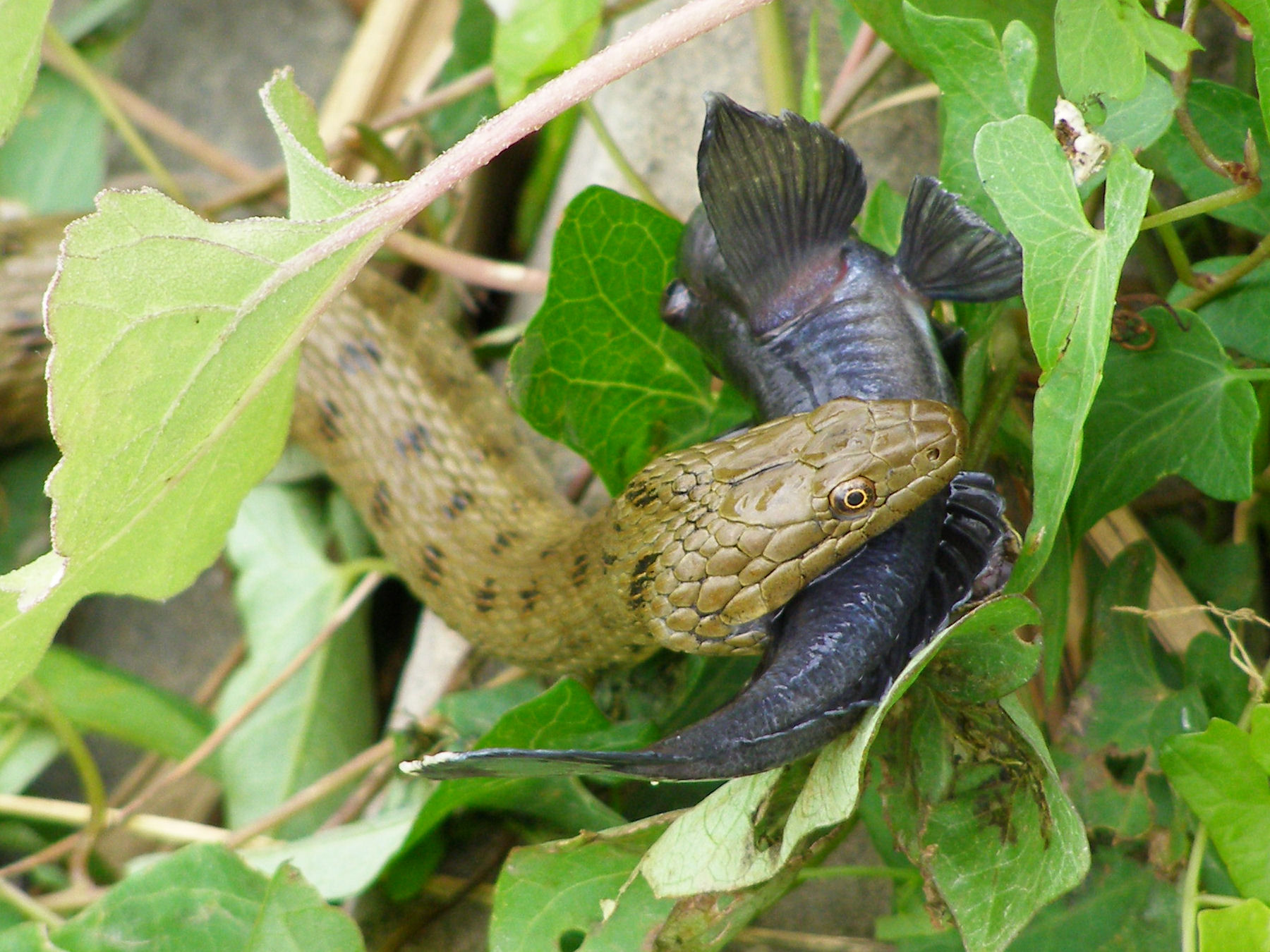
Kockás sikló

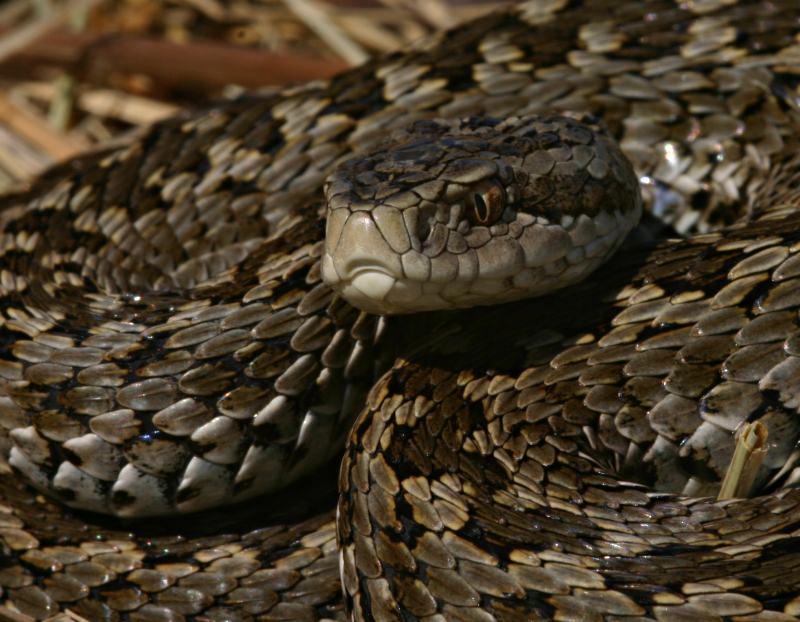
Rákosi vipera

- Rend: teknősök (Testudines) – 1 faj
  - Család: mocsáriteknős-félék (Emydidae)
    - mocsári teknős (Emys orbicularis)

- Rend: pikkelyes hüllők (Squamata) – 14 faj
  - Alrend:  gyíkok (Sauria)
    - Család: nyakörvösgyík-félék (Lacertidae)
      - elevenszülő gyík (Zootoca vivipara)
      - fali gyík (Podarcis muralis)
      - fürge gyík (Lacerta agilis)
      - homoki gyík (Podarcis taurica)
      - zöld gyík (Lacerta viridis)

    - Család: vakondgyíkfélék (Scincidae)
      - pannon gyík (Ablepharus kitaibelii fitzingeri) – alfaj

    - Család: lábatlangyíkfélék (Anguidae)
      - közönséges lábatlangyík (Anguis fragilis)
      - kékpettyes lábatlangyík (Anguis colchica)

  - Alrend: kígyók (Serpentes)
    - Család: siklófélék (Colubridae)
      - erdei sikló (Elaphe longissima)
      - haragos sikló (Coluber caspius)
      - kockás sikló (Natrix tessellata)
      - rézsikló (Coronella austriaca)
      - vízisikló (Natrix natrix)

    - Család: viperafélék (Viperidae)
      - keresztes vipera (Vipera berus)
      - rákosi vipera (Vipera ursinii rakosiensis)

## Külső hivatkozások
- Magyarországi hüllőfajok az iNaturaliston
- Ne ijedjünk meg, ha kígyót látunk, lehet, hogy csak sikló – 24.hu, 2018. június 23.